# Un home sense estrella
Un home sense estrella (títol original en anglès: Man without a Star) és una pel·lícula estatunidenca dirigida per King Vidor el 1955, per a la Universal Pictures. Ha estat doblada al català.

## Argument[2]
Dempsey Rae i Jeff Jimson arriben a una petita ciutat de l'Oest americà, on busquen treball. Són contractats per Strap Davis, el contramestre del ranxo El Triangle, la propietària del qual és Reed Bowman. Té per veí Tom Cassidy, que decideix tancar les seves terres amb fil dentat, per protegir-les del bestiar. Descontenta amb Strap, Reed el despatxa i nomena en el seu lloc Dempsey, que no aprecia -ho ha sofert abans- aquesta col·locació de tancat. Aviat arriba l'enfrontament amb Tom i els seus seguidors, dirigits per Steve Miles...

## Repartiment
- Kirk Douglas: Dempsey Rae
- Jeanne Crain: Reed Bowman
- Claire Trevor: Idonee
- William Campbell: Jeff Jimson
- Jay C. Flippen: Strap Davis
- Richard Boone: Steve Miles
- Myrna Hansen: Tess Cassidy
- Mara Corday: Mocassin Mary
- Eddy C. Waller: Tom Cassidy
- Frank Chase: Little Waco
- Roy Barcroft: el xèrif Olson
- Jack Ingram: Jessup
- Millicent Patrick: Boxcar Alice
- Ewing Mitchell: Ben Johnson
- William "Bill" Phillips: Cookie
- Sheb Wooley: Làtigo
- Paul Birch: Mark Toliver
- George Wallace: Tom Carter
- Jack Elam: El passatger clandestí
- Malcolm Atterbury: Fancy Joe Toole
- Myron Healey: Mogollon
- James Hayward: Duckbill
- Lee Van Cleef: un guardaespatlles